# Compact Drive System
CDS staat voor: Compact Drive System. 
Dit is de benaming voor de hele aandrijfunit van de BMW K-modellen (motorfietsen), bestaande uit motorblok, de versnellingsbak, en de cardanaandrijving. 
Deze hele unit was met behulp van zes bouten te verwijderen, maar vormde desondanks een dragend gedeelte en de motorfiets. Het werd toegepast van de BMW K 100 in 1983.
Bij reparaties en onderhoud zorgt dit systeem ervoor dat alle belangrijke onderdelen gemakkelijk en snel bereikbaar zijn.